# الدين في أوروبا
| الدين في أوروبا | الدين في أوروبا | الدين في أوروبا | الدين في أوروبا | الدين في أوروبا |
| --------------- | --------------- | --------------- | --------------- | --------------- |
| الديانة         | الديانة         |                 | النسبة المئوية  | النسبة المئوية  |
| الكاثوليكية     | الكاثوليكية     |                 | 35%             | 35%             |
| الأرثوكسية      | الأرثوكسية      |                 | 26.7%           | 26.7%           |
| اللادينية       | اللادينية       |                 | 18%             | 18%             |
| البروتستانتية   | البروتستانتية   |                 | 13.7%           | 13.7%           |
| الإسلام         | الإسلام         |                 | 5.2%            | 5.2%            |
| ديانات أخرى     | ديانات أخرى     |                 | 1.4%            | 1.4%            |

كان للدين في أوروبا تأثير كبير على الفن والفلسفة، والثقافة والقانون. تعد الديانة المسيحية إلى حد كبير الدين الرئيسي في أوروبا. بدأت المسيحية في جنوب غربي آسيا لكنها نمت في أوروبا فأصبحت أكبر الديانات من حيث عدد معتنقيها وأكثرها أثرًا ونفوذًا. المسيحية هي أكبر ديانة في أوروبا، فاستنادًا إلى احصائية مركز الأبحاث الاميركي بيو لعام 2011 يُشكّل المسيحيين حوالي 76.2% من سكان أوروبا وفي أوروبا يتواجد أكبر تجمع مسيحي في العالم.، الكاثوليك هم أكبر جماعة مسيحية في أوروبا ويشكلون نسبة 46.3% من مجمل مسيحيين أوروبا، بينما الأرثوذكس 35.4%، أما البروتستانت فبالرغم من كون أوروبا منشأ البروتستانتية فنسبة البروتستانت من مسيحيي أوروبا هي 17.8%. دولتين في جنوب شرق أوروبا لديهما أغلبية مسلمة هما ألبانيا وكوسوفو، أما البلد الثالث تركيا تقع اغلبيتها في قارة آسيا وجزء صغير في أوروبا، وتبلغ نسبة المسلمين في أوروبا 5.2%. هناك ديانات أصغر وتشمل الديانات اليهودية والتي انتشرت ومورست على نطاق واسع في القارة ويبلغ عدد يهود أوروبا مليوني نسمة، وهناك أيضًا البوذية والسيخية واليانية، والهندوسية والتي توجد بشكل خاص في بريطانيا وفرنسا. على مدى العقود العديدة الماضية، بدأت الممارسة الدينية في التراجع بسبب العلمانية مع تزايد نسب وأعداد الملحدين واللادينيين، حيث تصل نسبتهم اليوم 18.2% من السكان.

## التاريخ

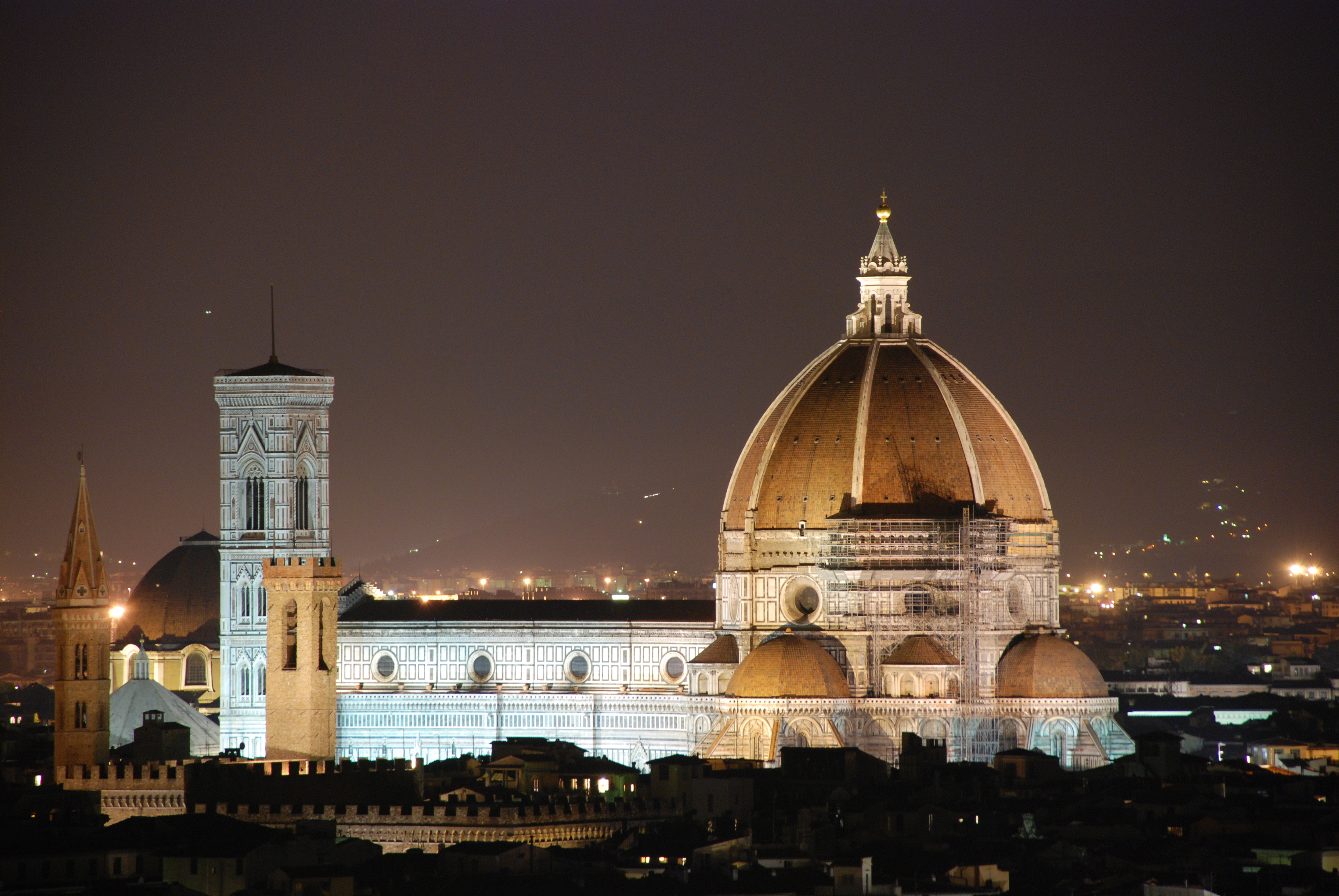
كاتدرائية فلورنسا في ، تاريخيًا كان للمسيحية تأثير كبير على أوروبا

لا يعرف سوى القليل عن الدين في عصور ما قبل التاريخ من العصر الحجري الحديث في أوروبا. ظهرت في أوروبا عدة اديان منها الدين اليوناني القديم، والدين الروماني القديم، الوثنية الفنلندية، ووثنية سلتيك الإسكتلندي، والوثنية الجرمانية، وما إلى ذلك).
الإمبراطورية الرومانية اعتمدت رسميًا الديانة المسيحية في عام 380. خلال أوائل العصور الوسطى، بدأت عملية تبشير والتنصير ووصلت لشمال أوروبا والدول الإسكندنافية. ظهور مفهوم «أوروبا» أو «العالم الغربي» ارتباط ارتباطًا وثيقًا مع فكرة «العالم المسيحي»، وخصوصًا انها تعرضت للتهميش المسيحية في الشرق الأوسط مع ظهور الإسلام في القرن الثامن، والتي أدت إلى الحملات الصليبية، والتي على الرغم من أنها لم تنجح عسكريًا الا انها كانت خطوة هامة في ظهور الهوية الدينية لأوروبا.
عام 1054 كان الانشقاق العظيم بين الكنيسة الكاثوليكية والكنيسة الأرثوذكسية فانقسمت أوروبا إلى ثقافتين مسيحية شرقية وغربية، ومع الإصلاح البروتستانتي في القرن 16 ادى تمزيق «المسيحية» إلى فصائل معادية بين شمال بروتستانتي وجنوب كاثوليكي متابين من ناحية اجتماعية واقتصادية، وبعد عصر التنوير في القرن 18، بدأت حركات الإلحاد واللاأدرية وأصبحت على نطاق واسع في أوروبا الغربية. كانت اليهودية جزء من حضارة أوروبا، بشكل مباشر وغير مباشر (عن طريق المسيحية-العهد القديم)، وساهم الاستشراق القرن 19 إلى شعبية معينة إلى البوذية، والقرن 20 جلب ازياد حركة العلمنة والعلمانية.

## الأديان

### المسيحية

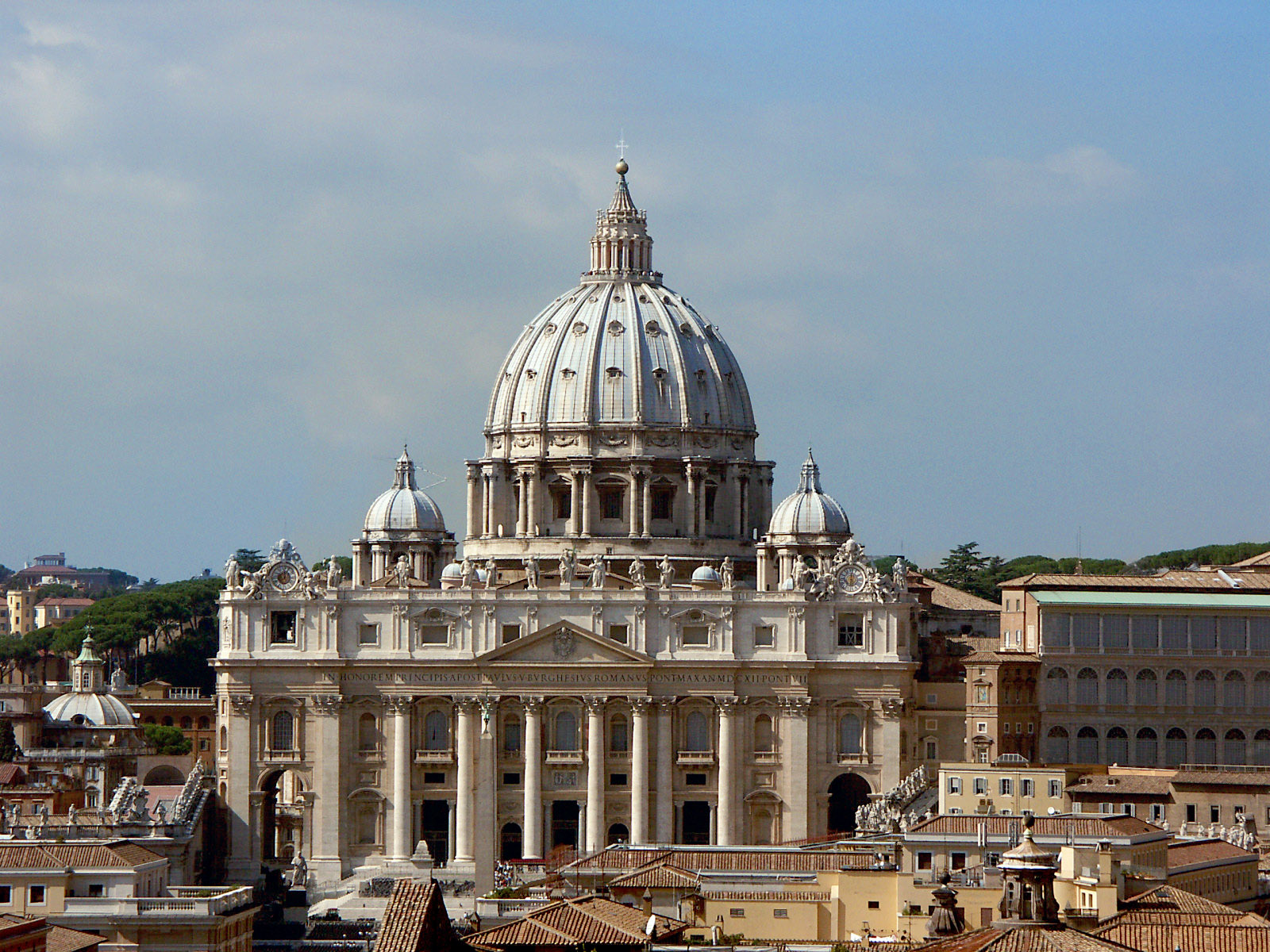
كاتدرائية القديس بطرس في الفاتيكان.

تعد الديانة المسيحية إلى حد كبير الدين الرئيس في أوروبا. بدأت المسيحية في جنوب غربي آسيا لكنها نمت في أوروبا فأصبحت أكبر الديانات من حيث عدد معتنقيها وأكثرها أثرًا ونفوذًا. يُشكّل المسيحيين نسبة 76.2% من سكان أوروبا أوروبا يتواجد أكبر تجمع مسيحي في العالم، كانت أوروبا لعدة قرون مركز العالم المسيحي.
اليوم يعرّف 76.2% من الأوروبيين أنفسهم كمسيحيين وتصل أعدادهم إلى 565,560,000، الكاثوليك هم أكبر جماعة مسيحية في أوروبا ويشكلون نسبة 46.3% من مجمل مسيحيين أوروبا، بينما الأرثوذكس 35.4%، أما البروتستانت فبالرغم من كون أوروبا منشأ البروتستانتية فنسبة البروتستانت من مسيحيي أوروبا هي 17.8%.
روسيا هي أكبر دولة مسيحية في أوروبا من حيث عدد السكان، تليها إيطاليا وألمانيا.
لعبت الديانة المسيحية دورًا رئيسيًا في تشكيل أسس وسمات الثقافة والحضارة الغربية كما وأثرت المسيحية، بشكل كبير على المجتمع ككل بما في ذلك الفنون واللغة والحياة السياسية والقانون وحياة الأسرة والموسيقى وحتى طريقة التفكير الغربية تلونت بتأثير المسيحية ما يقرب من ألفي سنة من تاريخ العالم الغربي، كما كانت مصدرا رئيسيًا للتعليم فقد تم تأسيس العديد من الجامعات في أوروبا من قبل الكنيسة، والرعاية الطبية والخدمات الاجتماعية وكذلك كان للمسيحية دور رائد في رعاية وتطوير العلوم. ولها تأثير واضح في العمارة فقد أنتجت كاتدرائيات التي لا تزال قائمة بين مآثر وروائع الهندسة المعمارية الأكثر شهرةً في الحضارة الغربية. لقد كان دور المسيحية في الحضارة متشابكًا بشكل معقد في تاريخ وتشكيل أسس المجتمع الغربي. كما فإن جزء كبير من تاريخ الكنيسة مرتبط بالغرب وأوروبا.

#### الكاثوليكية
الكاثوليكية هي أكبر المذاهب المسيحية في أوروبا ويشكلون حوالي 46.3% من مجمل مسيحيين أوروبا، ويبلغ عددهم حوالي 261,660,000.
تحتضن أوروبا عاصمة العالم الكاثوليكي وهي الفاتيكان حيث يوجد الكرسي الرسولي. مثلت الكنيسة الرومانية الكاثوليكية القوة الروحية الأساسية في تاريخ الحضارة الغربية، إلى جانب الأرثوذكسية الشرقية والبروتستانتية. على مر القرون طورت الكنيسة الكاثوليكية منظومة لاهوتية معقدة وثبتت بنية إدارية فريدة تحكمها البابوية أقدم ملكية مطلقة مستمرة في العالم.
الكاثوليك يشكلون الاغلبية في الدول التالية: البرتغال وإسبانيا وفرنسا وبلجيكا وجمهورية أيرلندا وإيطاليا والنمسا وسلوفينيا وهنغاريا(المجر) وكرواتيا وسلوفاكيا والتشيك وبولندا وليثوانيا وموناكو وأندورا ومالطا وليختنشتاين ولوكسمبورغ والفاتيكان توجد أقليات كاثوليكية في إنجلترا وويلز وبعض مناطق أيرلندا الشمالية وجنوب هولندا وجنوب ألمانيا وجنوب سويسرا وغرب أوكرانيا ورومانيا وبعض مناطق لاتفيا ولتوانيا.
تتواجد أقليات كاثوليكية كبيرة في إنجلترا وويلز وبعض مناطق أيرلندا الشمالية وجنوب هولندا وجنوب ألمانيا وجنوب سويسرا وغرب أوكرانيا ورومانيا وبعض مناطق لاتفيا ولتوانيا.

#### الأرثوذكسية

كاتدرائية أرثوذكسية في بلغاريا.

الكنائس الأرثوذكسية التقليدية هي الكنائس الشرقية، منه البيزنطية (أي الرومية أو ما تسمى أيضاً باليونانية) والسلافية، وقد تم انشقاق الكنيسة بين الغرب (الفاتيكان والمسماة اليوم الرومانية الكاثوليكية) وبين الشرق (الرومية، البيزنطية، والمساماة أيضاً اليوم الرومية الأرثوذكسية. وقم استفحل هذا الانشقاق على أيام ميخائيل كيرولارس بطريرك القسطنطينية عام 1054 ، لأسباب سياسية أكثر منها عقائدية. أعتبرت الامبراطورية البيزنطية مركز ثقل الكنيسة الأرثوذكسية، وكانت عاصمتها القسطنطينية، مركز المسيحية الشرقية ومركز حضاري عالمي، وأضحت أعظم مدن العالم في ذلك العصر. انتقل مركز ثقل الأرثوذكسية عقب سقوط القسطنطينية إلى روسيا حيث أعاد الأباطرة الروس من أسرة رومانوف، حماة المذهب الأرثوذكسي، الثنائية التقليدية في قيادة الكنيسة بينهم وبين البطاركة.
الأرثوذكس هم تاني أكبر طائفة مسيحية في أوروبا وتبلغ نسبتهك 35.4% من مجمل المسيحيين أي 200,160,000، والدول والمناطق ذات الاغلبية من أتباع الأرثوذكسية المسيحية في القارة هي: أرمينيا وروسيا البيضاء وبلغاريا وجورجيا واليونان وجمهورية مقدونيا وقبرص ومولدوفيا ورومانيا وروسيا وجمهورية صربيا ومونتينيغرو وأوكرانيا.
توجد أقليات أرثوذكسية كبيرة في ألبانيا وفنلندا والبوسنة والهرسك.

#### البروتستانتية

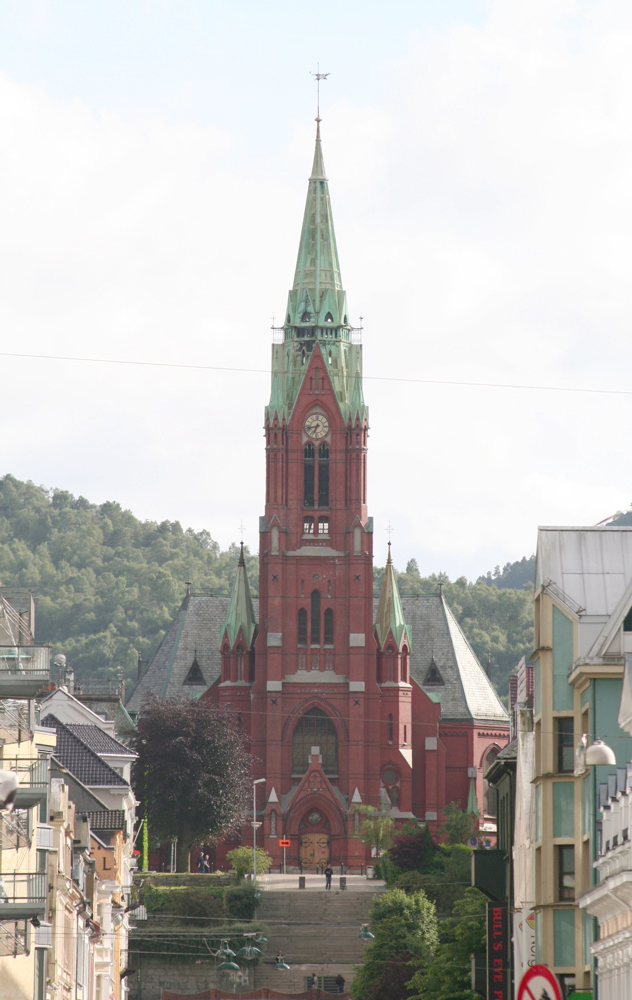
كنيسة القديس يوحنا البروتستانتية في النرويج.

يعيش في أوروبا حوالي 100,640,000 بروتستانتي ويشكل البروتستانت 17.8% من مجمل مسيحيين أوروبا.
أوروبا هي مهد ومنشأ البروتستانتية، فالاصلاح البروتستانتي الذي قاده مارتن لوثر بدأ في ألمانيا. ففي عام 1517 قام مارتن لوثر بوضع قائمة بالاعتراضات على ممارسات الكنيسة الكاثوليكية وقد شرحها في 95 بند، فكانت تلك نقطة انطلاق الإصلاح بروتستانتي في أوروبا فانتشرت البروتستانتية في أوروبا الشمالية ما أدى إلى ظهور عدد من المصلحين كان أبرزهم جان كالفن مؤسس الكالفينية، التي تعتمد النظام المشيخي، يان هوس وتوماس مونزر مؤسس حركة المعمدانية التي ظهرت بتأثير حركة تجديدية العماد،  في عام 1534 أعلن هنري الثامن ملك إنجلترا نفسه رئيس كنيسة إنجلترا وذلك بعدما رفض البابا ترخيص طلاقه من كاثرين أراغون، ما أدى إلى تأسيس الكنيسة الأنجليكانية التي تعتمد النظام الأسقفي.
كذلك فأوروبا هي مهد عدد من المذاهب البروتستانتية مثل اللوثرية والكالفينية والكنيسة الأنجليكانية والميثودية.
الدول والمناطق ذات النسبة الكبيرة من أتباع البروتستانتية في القارة هي:
- لوثرية: النرويج وآيسلندا والسويد وفنلندا والدنمارك وإستونيا ولاتفيا وألمانيا.
- كالفينية: هولندا وسويسرا واسكتلندا.
- أنجليكانية: المملكة المتحدة.

توجد أقليات بروتستانتية في فرنسا والتشيك وهنجاريا وأيرلندا.

### الإسلام

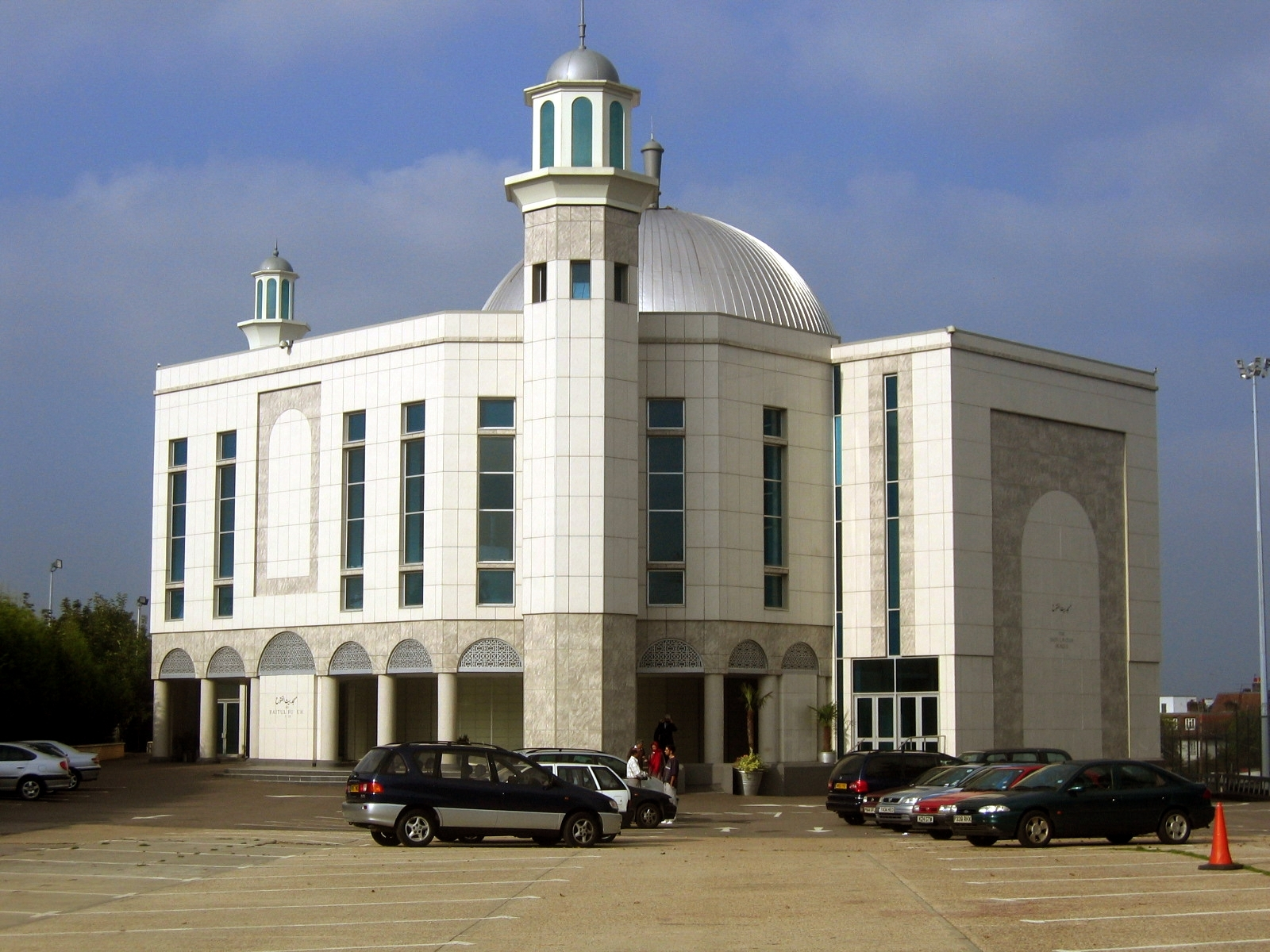
مسجد بيت الفتوح في المملكة المتحدة.

وفقًا لمركزي الأرشيف الألماني للإسلام معهد (دي)، يبلغ عدد المسلمين في أوروبا حوالي 53 مليون 5.2%، يشمل الرقم كل من روسيا والقسم الأوروبي لتركيا. ويبلغ عدد المسلمين في دول الاتحاد الأوروبي حوالي 16 مليون 3.2%. وفقًا لآخر إحصائية من عام 2010، قام بها معهد بيو وصل عدد المسلمين في كل أوروبا، عدا تركيا، إلى 44 مليون نسمة، أي ما يُشكل حوالي 6% من إجمالي سكان أوروبا.
جاء الإسلام إلى أجزاء من الجزر والسواحل الأوروبية الواقعة على البحر الأبيض المتوسط خلال القرن 7 عن طريق الفتوحات الإسلامية. في شبه الجزيرة الايبيرية دول إسلامية في الأندلس قبل حروب الاسترداد. خلال التوسع العثماني انتشر الإسلام في دول البلقان وجنوب شرق أوروبا. وتواجدت جاليات تاريخية مسلمة في روسيا. في السنوات الأخيرة، هاجر مسلمون خاصة من المغرب العربي وتركيا إلى أوروبا وهم من المهاجرين والسكان والعمال المؤقتين.
من الدول ذات الغالبية الإسلامية هي دولتين تركيا (والتي يقع أغلبها في آسيا) 98%، في كوسوفو 90%، ألبانيا 70%، تتواجد أيضًا أقليات إسلامية في البوسنة والهرسك يشكلون 40%، وحوالي 30% في جمهورية مقدونيا، وبين 10%-15% في روسيا، و12% في بلغاريا، وبين 6% -9% في فرنسا.

### اليهودية

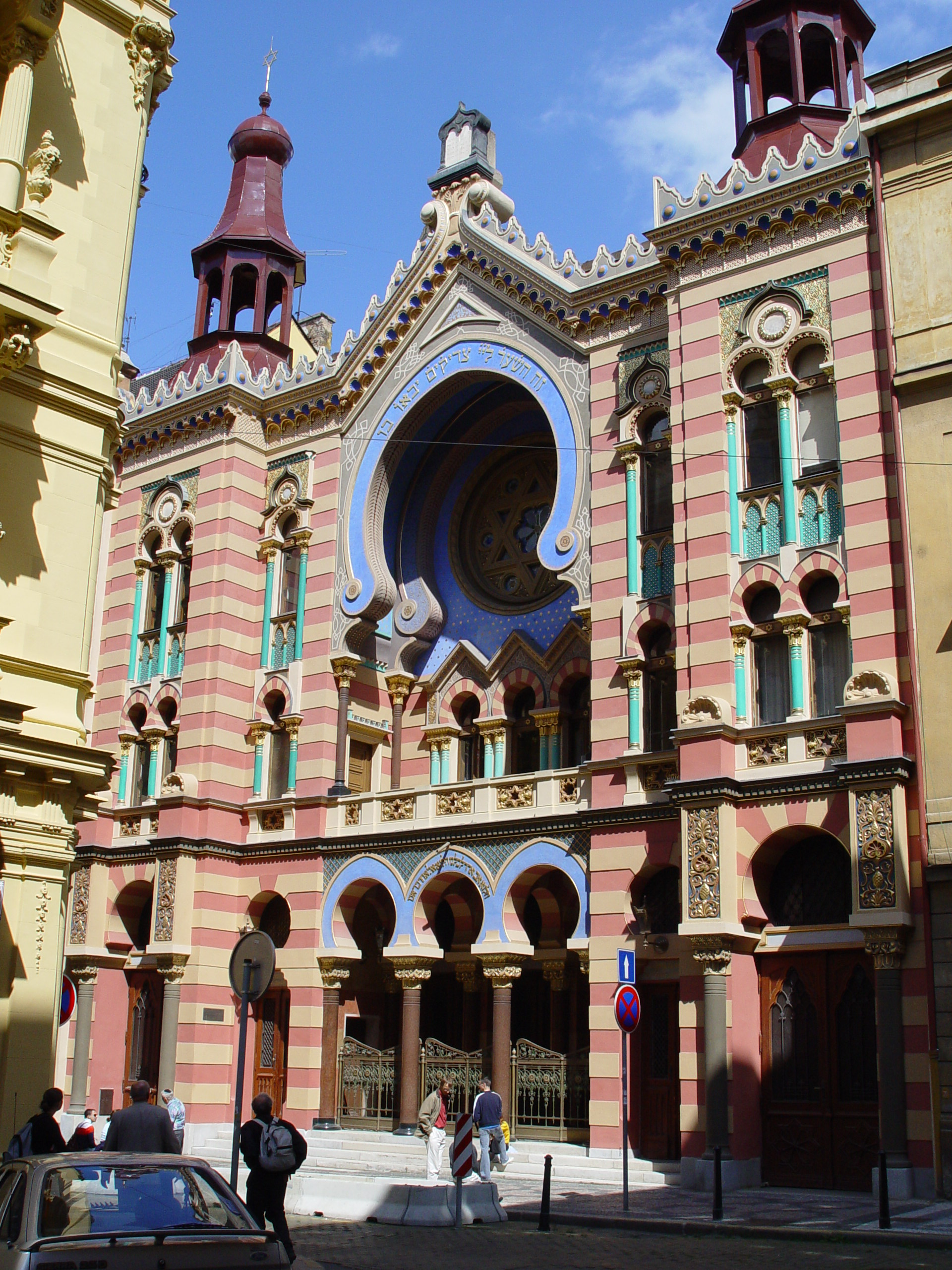
كنيس القدس في براغ.

اليهودية في أوروبا لديها تاريخ طويل، بدأ مع الغزو من شرق البحر الأبيض المتوسط من قبل بومبي عام 63 قبل الميلاد، وبالتالي بداية تاريخ ووجود اليهود يعود إلى أيام الإمبراطورية الرومانية، على الرغم من المرجح هجرة يهود الإسكندرية إلى روما تعود إلى فتح بومبي للشرق. تشير التقديرات إلى ما قبل الحرب العالمية الثانية بلغ عدد السكان اليهود في أوروبا حوالي من 9 ملايين نسمة. حوالي 6 ملايين يهودي أوروبي لقوا حتفهم في المحرقة من 1940-1945. وقل عدد اليهود بعد قيام دولة إسرائيل والهجرة إلى الولايات المتحدة. يقدر اليوم عدد اليهود ب مليوني نسمة أي 0.3% من سكان أوروبا.
أكبر تجمع لليهود اليوم هو في فرنسا، حيث تقدر نسبتهم ب1%. دول أخرى تحوي تجمعات يهودية ملحوظة هي ألمانيا، المملكة المتحدة، روسيا وإيطاليا.
ينفسم يهود أوروبا إلى عدة مجموعات:
- يهود أشكناز: عددهم 1.4 مليون يتواجدون في بشكل خاص في فرنسا وألمانيا وروسيا وأوكرانيا والمملكة المتحدة.
- يهود سفارديون: عددهم 300 الف ويتواجدون بشكل خاص في فرنسا وإسبانيا والبرتغال.
- يهود مزراحيون: 300 الف الاغلبية تتواجد في فرنسا.
- يهود ايطالكيم: حوالي 50,000 يتواجدون في إيطاليا.
- رومنيوتيم: حوالي 6,000 يتواجدون في اليونان.

### أديان أخرى
تتواجد العديد من الطوائف الدينية الصغيرة في أوروبا، وهي أديان غير الأوروبية التي تمارس في مجتمعات الشتات، منها الحركات الدينية الجديدة، من بين أكبر الجاليات هي:
- البوذية: انتشرت مؤخرًا في جميع أنحاء أوروبا والتي تنمو بسرعة في السنوات الأخيرة، وصل عدد أتباعها إلى نحو 3 ملايين.[28][29] وهي الديانة السائدة في جمهورية كالميكيا، المنطقة الوحيدة في أوروبا حيث الدين المهيمن البوذيه.
- الهندوسية: أساسًا يتركز أنباعها في أوساط المهاجرين الهنود في المملكة المتحدة. في عام 1998 كان هناك ما يقدر ب 1.4 مليون من معتنقي الهندوسية في أوروبا.[30]
- السيخية: يبلغ عدد معتنقيها حوالي مليون أتباع السيخ في أوروبا. معظم المجتمع السيخي يعيش في المملكة المتحدة (750,000) وإيطاليا (70,000). حوالي 10,000 في بلجيكا وفرنسا. هولندا وألمانيا لديها عدد السكان السيخ حوالي 12,000. جميع الدول الأخرى لديها 5,000 أو أقل من السيخ.
- الجانية: لديها عضوية صغيرة، لا سيما بين المهاجرين الهنود في المملكة المتحدة.
- البهائية: صعودا من 60,000، يبلغ عدد معتنقيها بضعة آلاف في روسيا، سويسرا، إيطاليا، فرنسا، إسبانيا، ألبانيا، ودول أخرى.
- حركات مثل الوثنية الجديدة يبلغ عدد معتنقيها 40,000 في المملكة المتحدة،[31] بالإضافة إلى عدد أقل في دول أوروبية أخرى.
- ديانات أخرى: الزرادشتية، الراستافارية، الروحانية، التوحيد والروحانية.

## التدين

### استطلاع يوروباروميتر

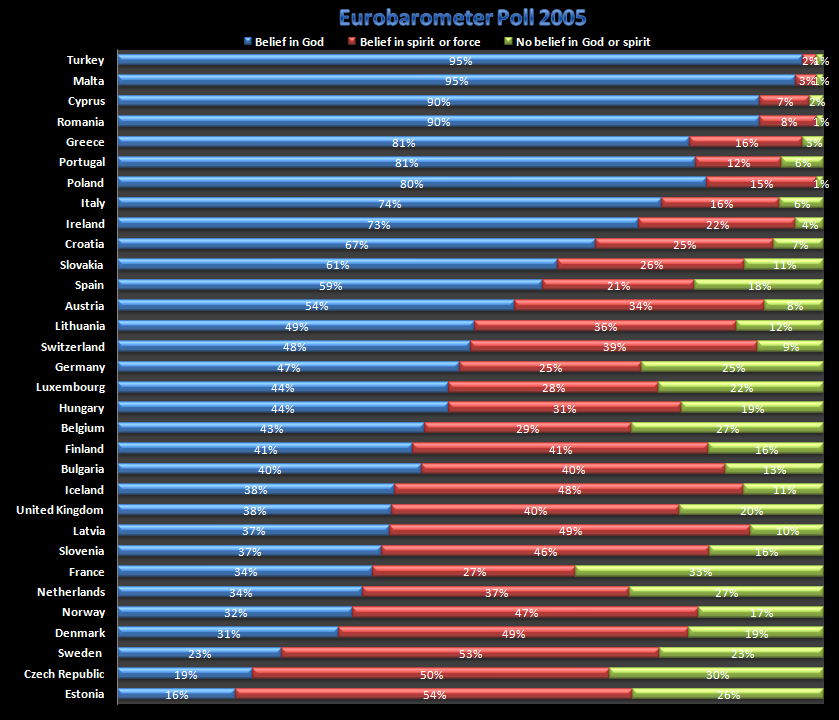
استطلاع يوروباروميتر.

شهدت بعض الدول الأوروبية انخفاضًا في عضوية الكنيسة وحضور الكنيسة. وهناك مثال ذات الصلة هو السويد حيث كنيسة السويد اللوثرية، يشكل معتقيها حوالي 82.9% وذلك عام 2000. أظهرت المسوحات الا أن النسبة قد انخفضت إلى 72.9% بحلول عام 2008. ولكن في استطلاع يوروباروميتر عام 2005 فقط 23% من السكان السويديين قالوا انهم يعتقدون في شخصية الله.
استطلاع يوروباروميتر عام 2005 وجدت أن في المتوسط، 52% من مواطني دول الاتحاد الأوروبي أنهم «يؤمنون بالله»، و27% يعتقدون أن هناك نوعًا من قوة روح أو حياة أو اله، بينما 18% لا يعتقدون هناك هو أي نوع من روح الله أو قوة الحياة. وامتنع 3% عن الإجابة. وفقا لدراسة حديثة (دوغان، ماتي، والمعتقدات الدينية في أوروبا: عوامل التدهور السريع)، على الرغم من وجود انخفاض في التدين، وحضور الكنيسة في أوروبا الغربية (الدنمارك خصوصًا، بلجيكا، فرنسا، ألمانيا وهولندا والسويد)، ولكن هناك زيادة في أوروبا الشرقية، خصوصًا في اليونان ورومانيا. تؤخذ استطلاع يوروباروميتر بحذر، إذ أن هناك اختلافات بينها وبين نتائج التعداد الوطني الرسمي. على سبيل المثال في المملكة المتحدة، كشف تعداد عام 2001 أكثر من 70% من السكان يعتبرون أنفسهم «مسيحيين» مع 15% هم من فئة الملحدين واللاأدريين واللادينيين. وتختلف هذه النسبة مثلًا عن استطلاع يوروباروميتر.
بعض الدول الأوروبية وفقًا لمسح القيم العالمية وجدت انخفاض طفيف في الايمان بالله بين الأعوام 1981 و1999، على حد سواء بالنسبة للبلدان المتدينة تقليديًا (إسبانيا: من 86.8% إلى 81.1%، أيرلندا من 94.8% إلى 93.7%). وتظهر بعض البلدان مع ذلك زيادة الايمان بالله خلال هذه الفترة، إيطاليا من 84.1% إلى 87.8%، والدنمارك من 57.8% إلى 62.1%. تركيا ومالطا هي الدول الأكثر تدينًا واستونيا وجمهورية التشيك هي الدول الأقل تدين في أوروبا.
الدول الكاثوليكية تقليديًا والأرثوذكسية بشكل عام الاتجاهات نحو العلمانية أقل وضوحًا فيها. اليونان بصفتها الدولة الوحيدة الأرثوذكسية الشرقية تقليديًا في أوروبا التي لم تكن جزءا من الكتلة الشرقية الشيوعية تحتفظ أيضًا بنسب تدين عالية جدًا، مع ما يزيد على 95% من اليونانيين ينتمون إلى الكنيسة اليونانية الأرثوذكسية. ان الاتجاه هو أيضا واضح في ارتفاع أهمية الزواج. دول كاثوليكية مثل بولندا ومالطا وأيرلندا والنمسا والبرتغال ما تزال تحتفط بمعدلات تدين عالية وحيث عد المنخرطين في سلك الكهنوت ونسبة المداومين على حضور الطقوس ما تزال مرتفعة، كذلك الامر بالنسبة لدول أرثوذكسية مثل اليونان وقبرص ورومانيا ومقدونيا. تشير عدد من التقارير إلى ارتفاع التدين والتعميد في عدد من دول أوروبا الشرقية الشيوعية سابقًا مثل روسيا وسلوفانيا ورومانيا.

### دراسة غالوب
خلال الفترة بين الأعوام 2007 و2008 طلب استطلاع أجرته مؤسسة غالوب في العديد من الدول الأوروبية الإجابة على السؤال «هل الدين تحتل مكانة هامة في حياتك؟»، في استونيا كانت اعلى نسبة لمن اجاب بلا إذ بلغت النسبة 84%، جمهورية التشيك بلغت النسبة فيها 74%، الدول الإسكندنافية ايضًا نسبة عالية اجابوا بلا. كذلك الامر في ألبانيا حيث النسبة 63% وهولندا 66%، بالمقابل كانت النسب المنخفضة في الإجابة بكلا لأهمية الدين في تركيا 9% اجاب بكلا ورومانيا 18% وبولندا 23% وقبرص 24% وإيطاليا 26% والبرتغال وأرمينيا أقل من 29%.

### وول ستريت جورنال يوروب
كشف الاستطلاع، الذي اجري للطبعة الأوروبية من صحيفة وول ستريت جورنال يوروب، ان 72% من البريطانيين يؤمنون بوجود الخالق. اظهر الاستطلاغ ايضًا ان نسبة الذين يمارسون معتقداتهم من هؤلاء، مثل الذهاب إلى الكنيسة أو المسجد مرة أو مرتين في الأسبوع، لم تتعد 24%، بالمقارنة مع 61% في بولندا و72% في تركيا.
وحين سئلت العينة الاستطلاعية، إن كانوا يمارسون شعائر معتقدهم الديني، اجاب 20% من الذين يؤمنون بأحد الأديان تقريبًا لا. واجاب 22% فقط بين مرة واربع مرات في السنة.
بالنسبة للممارسة الدينية، في إيطاليا تصل نسبة الممارسين إلى 85% وتصل في رومانيا إلى 97%.
واظهر المسح حول نسبة الملحدين في الدول الأوروبية ان جمهورية التشيك تأتي في المقدمة بنسبة 49%، ثم هولندا 41%، والدنمارك 37% وألمانيا 37%، وبلجيكا 36%، والسويد 30%.
اما أكثر البلدان الأوروبية إيمانًا فتأتي رومانيا في المقدمة 96% ثم اليونان 92%، وبولندا 90%، ثم إيطاليا 86%، والنمسا 73%، ثم سويسرا 73%.
وحول ممارسة الشعائر الدينية مرة في الأسبوع على الأقل كشف المسح ان النسبة 61% في بولندا، مقارنة بـ 39% في إيطاليا، و24% في بريطانيا و24% في سلوفاكيا. ويأتي السويديون كأعلى نسبة في عدم ممارسة الشعائر الدينية 50% والدنماركيون 49% والإسبان 44% والبلجيكيون 42%.

## اللادينية

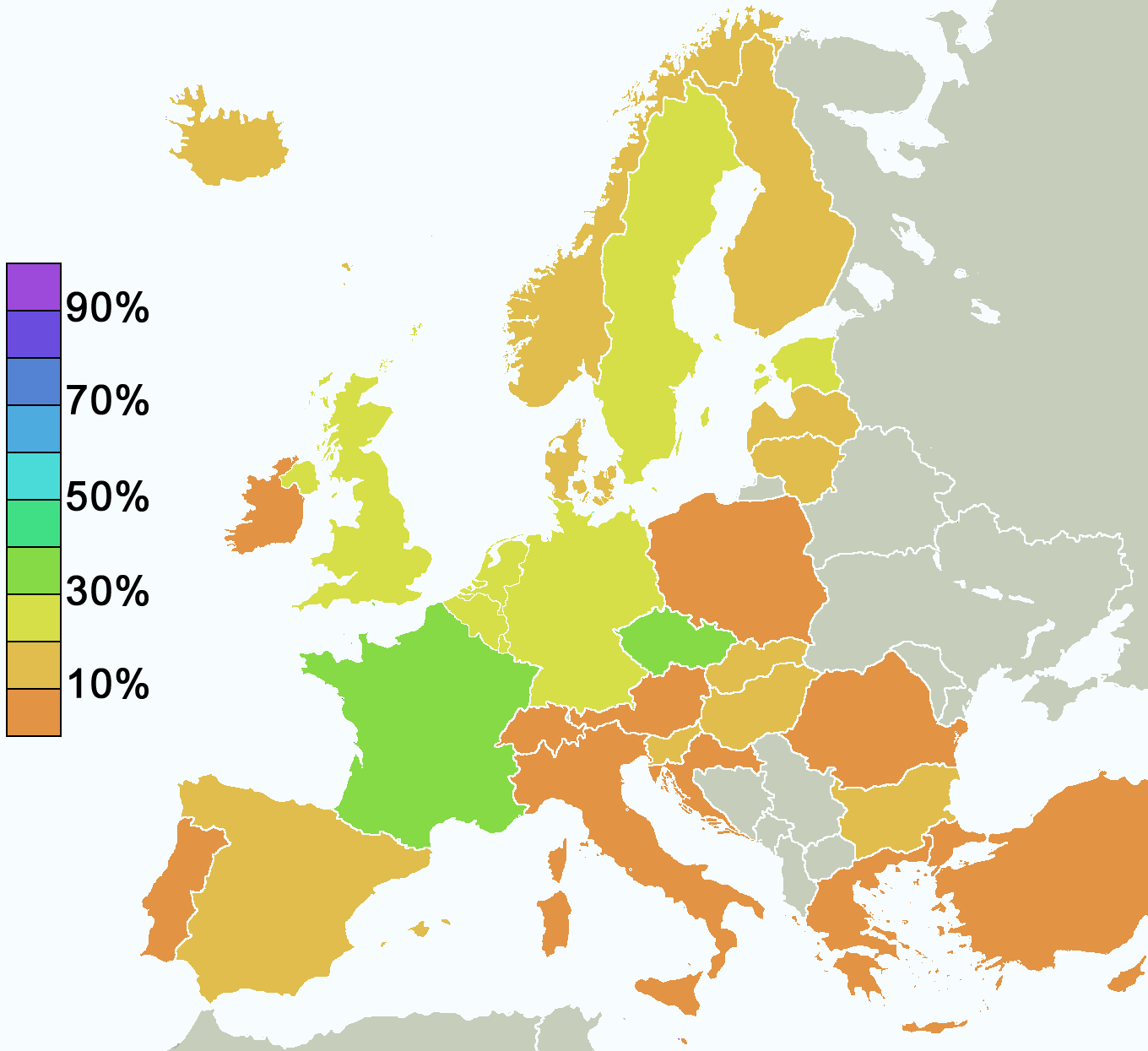
استطلاع يوروباروميتر وتظهر نسب من لايؤمنون بالله أو قوة الهية في الحياة.

خلال أواخر القرن العشرين، كان هناك اتجاه متزايد في الإلحاد أو اللاأدرية، رافقه انخفاض في نسبة المداومين على الصلاة والطقوس الدينية.
استطلاع يوروباروميتر 2005 التي نوقشت أعلاه وجدت وجدت أن في المتوسط، 52% من مواطني دول الاتحاد الأوروبي الدول الأعضاء أنهم «يؤمنون بالله»، و27% يعتقدون أن هناك نوعًا من قوة روح أو حياة أو اله، بينما 18% لا يعتقدون هناك هو أي نوع من روح الله أو قوة الحياة. عبر دول الاتحاد الأوروبي كان الاعتقاد أعلى بين النساء، ومع المتقدمين العمر، ومع اولئك الذين من خلفية وتلقوا تربية الصارمة، وأولئك الذين لديهم أعلى مستويات التعليم النظامي ومن يميلون نحو اليمين السياسي.:10-11
وفقًا لإحصائية معهد بيو عام 2012 تصل نسبة اللا دينيون إلى 18.2% من سكان القارة الأوروبيّة، وبحسب الدراسة نفسها تشكّل اللادينية الأغلبية السكانيّة في دولتين فقط وهما: جمهورية التشيك (75%) وإستونيا (60%). ويقدر عدد اللادينيون في أوروبا بحوالي 134 مليون نسمة يقسمون إلى لاأدرية %40 وربوبية تشكل %38 وإلحاد يشكل %17، وتعتبر فرنسا أكبر دولة في عدد اللادينيون ثم روسيا وألمانيا (ولايات الشرقية).
الاتجاه نحو العلمانية خلال القرن 20 لديها عدد من الأسباب، وهذا يتوقف على كل بلد على حدة:
- كانت فرنسا علمانية تقليديًا منذ الثورة الفرنسية. لكن، بما أن الدولة الفرنسية لا تجمع أي إحصاءات عن التدين، لا توجد أرقام رسمية حول التطورات الأخيرة في التركيبة السكانية الدينية.
- العلمانية منتشرة في عدد من أوروبا الشرقية، حيث مورس على الأديان والعقيدة ضعوطات تحت الحكم الشيوعي. وكانت ألبانيا دولة ملحدة رسميًا (وملزم دستوريًا) بين الأعوام 1967 حتي 1991.[41] تعد ألبانيا من أكثر الدول الإسلامية علمانية واقلها تدينًا بجانب أذربيجان. من البلدان الشيوعية السابقة التي فيها أقل عدد من الناس من يبلغ عن المعتقد الديني وكانت الجمهورية التشيكية (19%، تقليديًا كاثوليكية) واستونيا (16%، تقليديًا اللوثرية).[39] وذلك على عكس دول شيوعية سابقة أخرى والتي شهدت تأثير عكسي، وعودة للدين حيث الدين يأخذ مكانة مهمة جدًا في بلدان مثل بولندا ورومانيا.
- شهدت البلدان البروتستانتية تقليديًا انخفاضًا عاًما في حضور الكنيسة والمداومة على الصلاة والطقوس الكنسية منذ 1970. منها ألمانيا والمملكة المتحدة وهولندا والدول الإسكندنافية. وذلك مقارنًة مع الدول الكاثوليكية أو الأرثوذكسية.

ولقد أثرت الشيوعية بشكل كبير على ألمانيا الشرقية وجمهورية التشيك واستونيا ولاتفيا حيث ترتفع نسبة اللادينيون هناك، واكد %12  من اللادينيون انهم لادينيون بقناعة وكان هناك دور كبير للعلمانية في زيادة عدد اللادينيين، وحسب مسح أعهده معهد بيو الأمريكي عن نسبة اللادينيون في كل دولة كالآتي: %76 جمهورية التشيك، استونيا % 60، فرنسا %42 ، لاتيفا %43 وكان للشيوعية سبب في ارتفاع نسبة الملحدين هناك وفي هولندا %42، سويد %34، بلجيكا %30. يقدر عدد اللادينيون حوالي 26 مليون في فرنسا و23 مليون في روسيا و20 مليون في ألمانيا اغلبهم في المانيا الشرقية السابقة. اما عن نسبة التدين فتحتل تركيا المركز الأول وتحتل المركز الأخير كل من جمهورية التشيك والسويد.

### الإيمان
صرح %51 من سكان الاتحاد الأوروبي انهم مؤمنون بالله وصرح %25 انهم مؤمنون بروح خارقة وبالله وصرح %20 انهم غير مؤمنون بشئ وتزيد نسبة الإيمان في دول أوروبا الجنوبية منها مالطا وبولندا وإيطاليا والنمسا وتركيا وايرلندا والبرتغال ورومانيا اما عن نسبة عدم الايمان بالله فتبلغ في فرنسا %40 وجمهورية التشيك %37 وسويد %34 هولندا %30 واستونيا %29.
| Country          | "انا ؤمن بالله" | "أعتقد أن هناك نوعا الروح أو قوة الحياة والله" | "انا لا اؤمن بالله ونوعا من روح وقوه حياه والله" |
| ---------------- | --------------- | ---------------------------------------------- | ------------------------------------------------ |
| مالطا            | 94%             | 4%                                             | 2%                                               |
| رومانيا          | 92%             | 7%                                             | 1%                                               |
| قبرص             | 88%             | 8%                                             | 3%                                               |
| اليونان          | 79%             | 16%                                            | 4%                                               |
| بولندا           | 79%             | 14%                                            | 5%                                               |
| إيطاليا          | 74%             | 20%                                            | 6%                                               |
| أيرلندا          | 70%             | 20%                                            | 7%                                               |
| البرتغال         | 70%             | 15%                                            | 12%                                              |
| سلوفاكيا         | 63%             | 23%                                            | 13%                                              |
| إسبانيا          | 59%             | 20%                                            | 19%                                              |
| ليتوانيا         | 47%             | 37%                                            | 12%                                              |
| لوكسمبورغ        | 46%             | 22%                                            | 24%                                              |
| المجر            | 45%             | 34%                                            | 20%                                              |
| النمسا           | 44%             | 38%                                            | 12%                                              |
| ألمانيا          | 47%             | 25%                                            | 25%                                              |
| لاتفيا           | 38%             | 48%                                            | 11%                                              |
| المملكة المتحدة  | 39%             | 33%                                            | 23%                                              |
| بلجيكا           | 37%             | 30%                                            | 28%                                              |
| بلغاريا          | 36%             | 43%                                            | 15%                                              |
| فنلندا           | 42%             | 33%                                            | 22%                                              |
| سلوفينيا         | 32%             | 36%                                            | 26%                                              |
| الدنمارك         | 30%             | 47%                                            | 22%                                              |
| هولندا           | 28%             | 39%                                            | 30%                                              |
| فرنسا            | 27%             | 27%                                            | 40%                                              |
| إستونيا          | 18%             | 50%                                            | 29%                                              |
| السويد           | 18%             | 45%                                            | 34%                                              |
| جمهورية التشيك   | 16%             | 44%                                            | 37%                                              |
| الاتحاد الأوروبي | 51%             | 26%                                            | 20%                                              |
| تركيا            | 94%             | 1%                                             | 1%                                               |
| كرواتيا          | 69%             | 22%                                            | 7%                                               |
| سويسرا           | 44%             | 39%                                            | 11%                                              |
| آيسلندا          | 31%             | 49%                                            | 18%                                              |
| النرويج          | 27%             | 44%                                            | 24%                                              |
| روسيا            | 35%             | 38%                                            | 26%                                              |

## التدين
|  | 0%-9%                                                                                           |
|  | 10%-19% (استونيا, السويد, الدنمارك)                                                             |
|  | 20%-29% (النيرويج, تشيك, مملكة المتحدة, فنلندا)                                                 |
|  | 30%-39% (فرنسا,هولندا, بلجيكا, بلغاريا, روسيا, روسيا البيضاء,لوكسمبورغ, المجر, البانيا, لاتفيا) |
|  | 40%-49% (المانيا, سويسرا, لاتونيا,كازاخستان , اوكرانيا, سلفوكيا, اسبانيا)                       |
|  | 50%-59% (اذربيجان, صربيا, ايرلندا, النمسا)                                                      |
|  | 60%-69%                                                                                         |
|  | 70%-79% (كوراتيا, اليونان, البرتغال, ايطاليا, ملدوفيا, ارمينيا, بولندا,البوسنة والهرسك )        |
|  | 80%-89% (جورجيا, تركيا, رومانيا, مالطا)                                                         |
|  | 90%-100% (كوسوفو)                                                                               |
|  | No data                                                                                         |

أهمية الدين حسب دول أوروبا (غلوب)."

لعبت العلمانية بشكل كبير على المجتمعات الأوروبية وتعد تركيا أكثر دولة تدينا وجمهوية التشيك والسويد الاقل حيث اكد %89 من الاتراك أن دين مهم في حياتهم اما عن دول المسيحية أعلى نسبة في رومانيا %84 ثم بولندا واليونان وإيطاليا ونمسا وإيطاليا وتعتبر الدول ذات اغلبية بروتستانتية الاقل تديناً وفي مملكة المتحدة %26 نسبة يعتبرون أن الدين مهم رغم أن %54 من سكان انهم بروتستانت وفي الدنمارك %82 يعتبرون نفسهم لوثرين لكن نسبة التدين هي %18 وفنلندا %28. تعد الدول ذات أغلبية مسلمة وكاثوليكية وأرثوذكسية أكثر تدين والبروتستانتية الاقل وفي فرنسا العكس رغم انها كاثولكية الثقافة %29 هم متدينين.
| Country          | الدين مهم في حياة | الدين غير مهم في حياة |
| ---------------- | ----------------- | --------------------- |
| رومانيا          | 84%               | 12%                   |
| اليونان          | 71%               | 29%                   |
| بولندا           | 74%               | 19%                   |
| إيطاليا          | 71%               | 26%                   |
| أيرلندا          | 53%               | 46%                   |
| سلوفاكيا         | 46%               | 51%                   |
| إسبانيا          | 49%               | 50%                   |
| ليتوانيا         | 41%               | 49%                   |
| المجر            | 39%               | 58%                   |
| النمسا           | 55%               | 43%                   |
| ألمانيا          | 40%               | 59%                   |
| لاتفيا           | 39%               | 58%                   |
| المملكة المتحدة  | 26%               | 73%                   |
| بلجيكا           | 33%               | 57%                   |
| بلغاريا          | 33%               | 62%                   |
| فنلندا           | 28%               | 70%                   |
| سلوفينيا         | 47%               | 52%                   |
| الدنمارك         | 18%               | 80%                   |
| هولندا           | 33%               | 66%                   |
| فرنسا            | 29%               | 69%                   |
| إستونيا          | 16%               | 78%                   |
| السويد           | 16%               | 83%                   |
| جمهورية التشيك   | 20%               | 74%                   |
| الاتحاد الأوروبي |                   |                       |
| تركيا            | 89%               | 9%                    |
| سويسرا           | 41%               | 56%                   |
| النرويج          | 20%               | 78%                   |
| روسيا            | 33%               | 60%                   |

## تنوع الديني في أوروبا
الدين في الاتحاد الأوروبي بحسب مسح "المشهد الديني العالمي" لمركز بيو للأبحاث
تعد أوروبا ذات اغلبية مسيحية حيث صرح %76 انهم مسيحيون و %18 انهم لادينيون ويعد لادينيون الأكثر زيادة في أوروبا مع المسلمين ويرجع سبب إلى قله انجاب المسيحيون  رغم أن أوروبا ذات اغلبية مسيحية لكن اغلب دول علمانية غير: إنجلترا وديانتها كنيسة إنجلترا والدنمارك الوثرية  والنرويج الوثرية  واليونان الارذوذكسية  والفاتيكان الكاثوليكية. تعد فرنسا أكبر دولة من حيث عدد الملحدين حيث كشف البحث ان %42 من الفرنسين لاينتمون إلى دين معين وفي المملكة المتحدة اخر بحث رسمي حكومي عام 2011 وكان %72-%61 مسيحيون و%21 ملحدين وألمانيا %25 .
| Country          | نحن لا نعتنق دين |
| ---------------- | ---------------- |
| رومانيا          | 0.2              |
| اليونان          | 6%               |
| بولندا           | 5%               |
| إيطاليا          | 12%              |
| أيرلندا          | 6%               |
| البرتغال         | 8%               |
| إسبانيا          | 20%              |
| ليتوانيا         | 5%               |
| لوكسمبورغ        | 24%              |
| المجر            | 28%              |
| النمسا           | 10%              |
| ألمانيا          | 25%              |
| لاتفيا           | 43%              |
| المملكة المتحدة  | 21%              |
| بلجيكا           | 30%              |
| فنلندا           | 17%              |
| الدنمارك         | 11%              |
| هولندا           | 43%              |
| فرنسا            | 42%              |
| إستونيا          | 60%              |
| السويد           | 34%              |
| جمهورية التشيك   | 76%              |
| الاتحاد الأوروبي | '23%'            |
| تركيا            | 0.1%             |
| سويسرا           | 9%               |
| النرويج          | 11%              |
| روسيا            | 16%              |

## دين الدولة
غالِبيّة الدول الأوروبية تَتَّبَنّى النظام العلماني حيث يتم دعم الفكرة من تعاليم الكتاب المقدس:«أعْطُوُا إِذَاً مَا لِقَيْصَرْ لِقَيْصَرْ وَمَا لِلَّهِ لِلَّهِ» (لوقا 20-25:26). وعلى الرغم من ذلك ذلك فالديانة المسيحية هي دين الدولة في عدة بلدان أوروبا حيث أنّ المسيحية هو المعتقد الديني الرسمي الذي تتخذه هذه الدول عادةً في دساتيرها بشكل رسميّ وهذه الدول: أرمينيا (الكنيسة الرسولية الأرمنية)، اليونان (أرثوذكسية)، أيسلندا (لوثرية)، ليختنشتاين (كاثوليكية)، مالطة (كاثوليكية)، موناكو (كاثوليكية)، النرويج (لوثرية)، اسكتلندا (المشيخية)، سويسرا (كاثوليكية وبروتستانتية)، والفاتيكان (الكاثوليكية).
هناك العديد من بلدان أخرى، مثل فنلندا (لوثرية وأرثوذكسية)، جورجيا (أرثوذكسية)، وقبرص، التي وإن كانت لا تملك كنيسة رسمية، لا تزال تعطي اعترافاً رسمياً إلى مذاهب مسيحية مُحَددّة.
هناك عدد من البلدان الأوروبية وعلى الرغم من علمانيتها فهي منح اعتراف خاص إلى الدين خاصًة إلى الكنيسة الكاثوليكية في دساتيرها على الرغم من عدم جعله دين الدولة. من هذه الدول إيطاليا، بولندا، والبرتغال وإسبانيا.
في السويد حتى سنة 2000 كانت تملك كنيسة رسمية وطنية وهي الكنيسة اللوثرية، حتى سنة 2000 عقب انفصال الكنيسة عن الدولة، أذربيجان، فرنسا، أيرلندا، البرتغال، رومانيا، روسيا، إسبانيا وتركيا هي رسميًا دول علمانية.

## احصائية أطلس الأديان
احصائية أطلس الأديان تظهر الانتماء الديني والنمو في أوروبا، 1910 و2010:
|                 | 1910        | 1910    | 2010        | 2010  | % التغيير (1910-2010) | % التغيير (2000-2010) |
| الاتباع         | %           | الاتباع | %           |       | % التغيير (1910-2010) | % التغيير (2000-2010) |
| مجموع السكان    | 427,154,000 | 100.0   | 730,478,000 | 100.0 | +0.54                 | +0.03                 |
| المسيحية        | 403,687,000 | 94.5    | 585,739,000 | 80.2  | +0.37                 | +0.23                 |
| - الكاثوليكية   | 189,056,000 | 44.2    | 275,820,000 | 37.7  | +0.38                 | +0.07                 |
| - الأرثوذكسية   | 111,391,000 | 26.0    | 201,197,000 | 27.5  | +0.59                 | +0.35                 |
| - البروتستانتية | 64,557,000  | 15.1    | 67,703,000  | 9.2   | +0.05                 | -0.29                 |
| - أنجليكانية    | 26,384,000  | 6.1     | 26,219,000  | 3.5   | -0.01                 | -0.04                 |
| - كنائس مستقلة  | 87,200      | 0.0     | 10,703,000  | 1.4   | +4.93                 | +1.76                 |
| - توحيدية       | 115,000     | 94.5    | 4,212,000   | 0.5   | +3.67                 | +1.08                 |
| لاأدرية         | 1,642,000   | 0.4     | 81,027,000  | 11.1  | +3.98                 | -1.30                 |
| الإسلام         | 10,021,000  | 2.3     | 41,082,000  | 5.6   | +1.42                 | +0.62                 |
| الالحاد         | 219,000     | 0.1     | 15,166,000  | 2.1   | +4.33                 | -1.68                 |
| اليهودية        | 10,460,000  | 2.4     | 1,844,000   | 0.3   | -1.72                 | -0.25                 |
| البوذية         | 428,000     | 0.1     | 1,833,000   | 0.3   | +1.47                 | +0.64                 |
| الوثنية         | 662,000     | 0.2     | 1,144,000   | +0.2  | +0.55                 | -0.44                 |
| الهندوسية       | 65          | 0.0     | 1,008,000   | 0.1   | +10.13                | +1.47                 |
| السيخية         | 0           | 0.0     | 510,000     | 0.1   | +11.45                | +2.31                 |
| ديانة صينية     | 0           | 0.0     | 416,000     | 0.1   | +11.22                | +1.89                 |
| ديانات جديدة    | 24,800      | 0.0     | 377,000     | 0.1   | +2.76                 | +0.66                 |
| الروحانية       | 10,600      | 0.0     | 146,000     | 0.0   | +2.66                 | +0.71                 |
| البهائية        | 220         | 0.0     | 144,000     | 0.0   | +6.70                 | +0.72                 |
| الجانية         | 0           | 0.0     | 18,900      | 0.0   | +7.84                 | +1.62                 |
| الكنفوشية       | 0           | 0.0     | 18,600      | 0.0   | +7.82                 | +0.61                 |
| الزردشتية       | 0           | 0.0     | 5,800       | 0.0   | +6.57                 | +0.72                 |

## وصلات خارجية
- خرائط أوروبا، ديانة